# فريدريك إس. لوفيل
فريدريك إس. لوفيل هو ضابط ومحامي وسياسي أمريكي، ولد في 1 نوفمبر 1813 في بينينغتون في الولايات المتحدة، وتوفي في 15 مايو 1878. نشط حزبياً في الحزب الجمهوري. وقد انتخب عضو جمعية ولاية ويسكونسن ‏.